# Bulalacao
Bulalacao (San Pedro) ist eine philippinische Stadtgemeinde in der Provinz Oriental Mindoro. Sie hat 39.107 Einwohner (Zensus 1. August 2015).
Daneben gibt es noch die kleine Insel Bulalacao in der Provinz Palawan im Westen der Philippinen.

## Baranggays
Bulalacao ist politisch in 15 Baranggays unterteilt.
- Bagong Sikat
- Balatasan
- Benli (Mangyan Settlement)
- Cabugao
- Cambunang (Pob.)
- Campaasan (Pob.)
- Maasin
- Maujao
- Milagrosa (Guiob)
- Nasukob (Pob.)
- Poblacion
- San Francisco (Alimawan)
- San Isidro
- San Juan
- San Roque (Buyayao)